# Caralluma procumbens
Caralluma procumbens är en oleanderväxtart som beskrevs av Frederic Henry Gravely och Mayuranathan. Caralluma procumbens ingår i släktet Caralluma och familjen oleanderväxter. Inga underarter finns listade i Catalogue of Life.